# Hanafuda

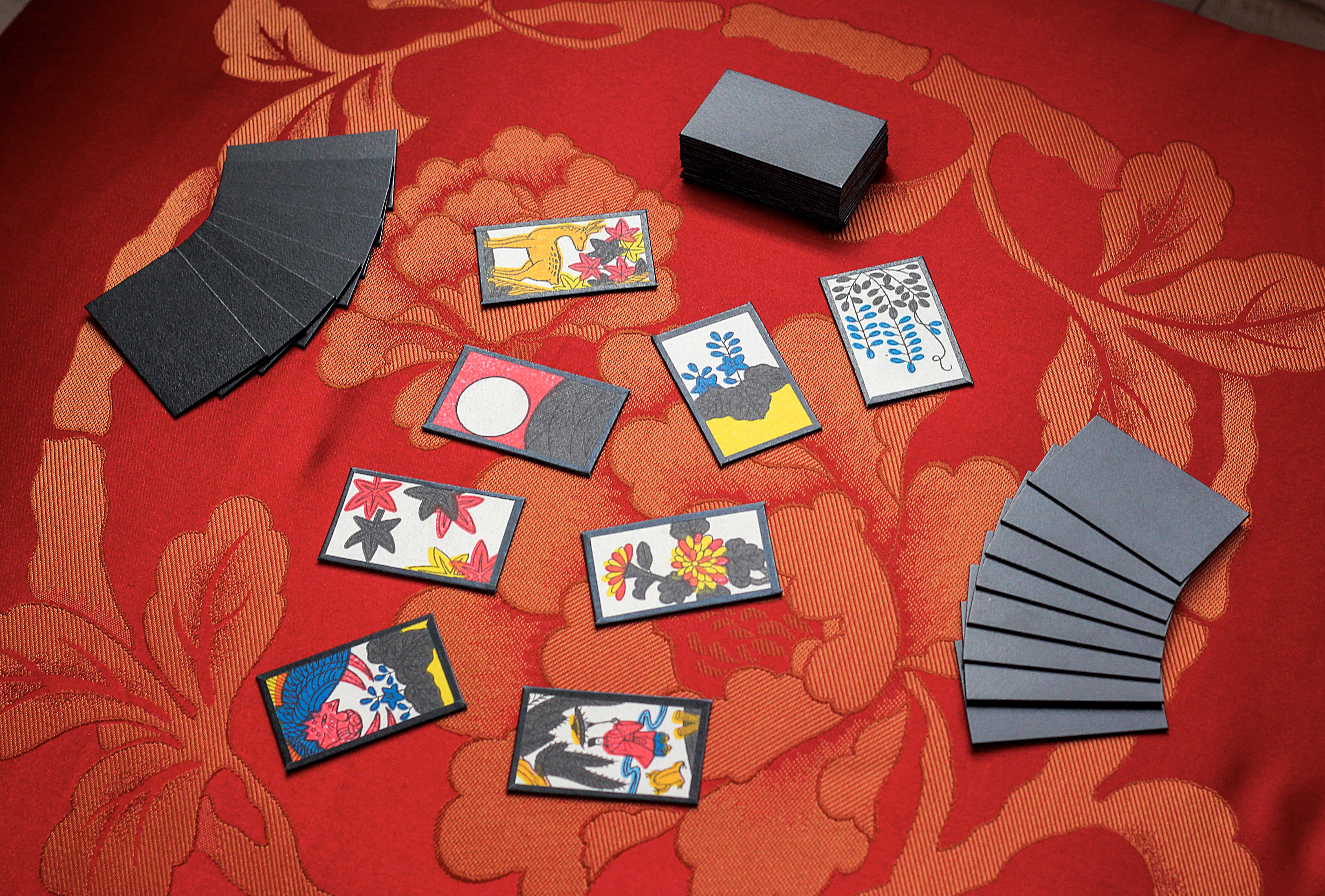
Tipikus beállítás hanafudával a Koi-Koi játékához

A Hanafuda (花札) olyan kártyák megnevezése, amelyekkel számos japán kártyajátékot lehet játszani. A Hanafuda jelentése „Virág kártya”, amely a kártyák mintájára utal.

## Története
1549-ben, Tenbun 18. évében egy misszionárius, Xavéri Szent Ferenc ment Japánba. Hajójának legénysége elhozott egy 48 darabból álló, portugál Hombre kártyakészletet Európából. Innen eredt a kártyajátékok népszerűsége a japán emberek számára, a szerencsejátékokkal együtt. 1633-ban, amikor Japán lezárta minden kapcsolatát a nyugati világgal, betiltották az idegenből hozott kártyákat.
A tilalom ellenére a kártyákkal való szerencsejáték továbbra is igen népszerű maradt. A privát szerencsejáték a Tokugava sógunátus alatt illegális volt. Mivel a kártyajáték önmagában nem volt tiltott, új kártyákat hoztak létre különböző modellek alapján, hogy elkerüljék a korlátozást. Például egy ismeretlen játékos megalkotta az Unszun Karuta néven ismert játékot. Ezek a kártyák kínai rajzokkal voltak dekorálva. Mindegyik kínai harcosokat, fegyverzetet, páncélt és sárkányokat ábrázolt. Ez a pakli 75 kártyalapból állt és nem volt olyan népszerű, mint a nyugati volt. Bizonyára az adott rendszer nyomása miatt lehetett. Valahányszor egy kártyás szerencsejáték különös kinézete népszerűvé vált, akkor azt a kormány betiltatta. Ám ez még jobban inspirálta az embereket arra, hogy újakat készítsenek. Ez a macska-egér játék a kormány és a lázadó játékosok között számos különböző modell elkészítését eredményezte.
Az Edo-korszak többi részén keresztül, a Mejva, az Anej, és a Tenmej korszakokon át (durván 1765-1788) a Mekuri Karuta játék vette át az Unszun Karuta helyét. A Mekuri Karuta egy 48 lapos pakliból állt, 12-es készletekre osztva. Széles körben népszerű lett, s ebben az időszakban a szerencsejáték egyik leggyakoribb formájává vált. Sőt, annyira elterjedt az ezzel való szerencsejáték, hogy 1791-ben betiltották a Kanszej-korszak alatt.
Az elkövetkező évtizedekben több új kártyajátékot fejlesztettek ki, majd tiltottak be, mert azokat szinte kizárólag szerencsejáték céljára használták. Azonban a kormány kezdett ráeszmélni, hogy néhány kártyajátékot mindig játszani fog a köznép, s elkezdtek enyhíteni a szerencsejátékra vonatkozó törvényeken. Ennek a végeredménye lett a Hanafuda játék, amely egyesítette a hagyományos japán játékokat, és a nyugati stílusú kártyajátékokat. Mivel a Hanafuda kártyák nem rendelkeznek számokkal (fő célja hogy társítsák a képeket egymáshoz) és igen időigényes játék, emiatt részben korlátozták szerencsejátékként való használatát. Habár még mindig lehetséges volt az, hogy pontokat rendeljenek a képekhez és így szerencsejáték mértékűvé váljon.
De innentől kezdve azonban a kormány elnyomása miatt, közel sem voltak olyan népszerűek a kártyajátékok.
1889-ben Fuszadzsiro Jamaucsi megalapította a Nintendo Koppait azon okból, hogy olyan kézzel készített Hanafuda kártyákat gyártson és adjon el, melyek eperfa kéregre voltak festve. Bár némi időbe telt, amíg elterjedt, hamarosan a jakuzák kezdték el használni a Hanafuda kártyákat a saját szerencsejáték szalonjaikban, és a kártyajátékok ismét népszerűvé váltak Japánban.
Manapság, annak ellenére, hogy a hangsúly a videojátékokon van, a Nintendo továbbra is gyártja a kártyákat, beleértve egy speciális Mario témájú kiadást a Club Nintendo számára. Ez többnyire a vállalat történelmének elismerésére szolgál, minthogy kifejezetten saját haszonra. 2006-ban a Nintendo kiadta a Clubhouse Games-t (42 Minden-idők klasszikusai az Egyesült Királyságban) Nintendo DS-re ami tartalmazta a Koi-koi-t. A Pokémon cserélgetős kártyajátékra lehet úgy tekinteni, mint az eredeti Nintendo Koppai egy szellemi utódjára, mivel a Pokémon névjogát a Nintendo birtokolja.

## Kártyák

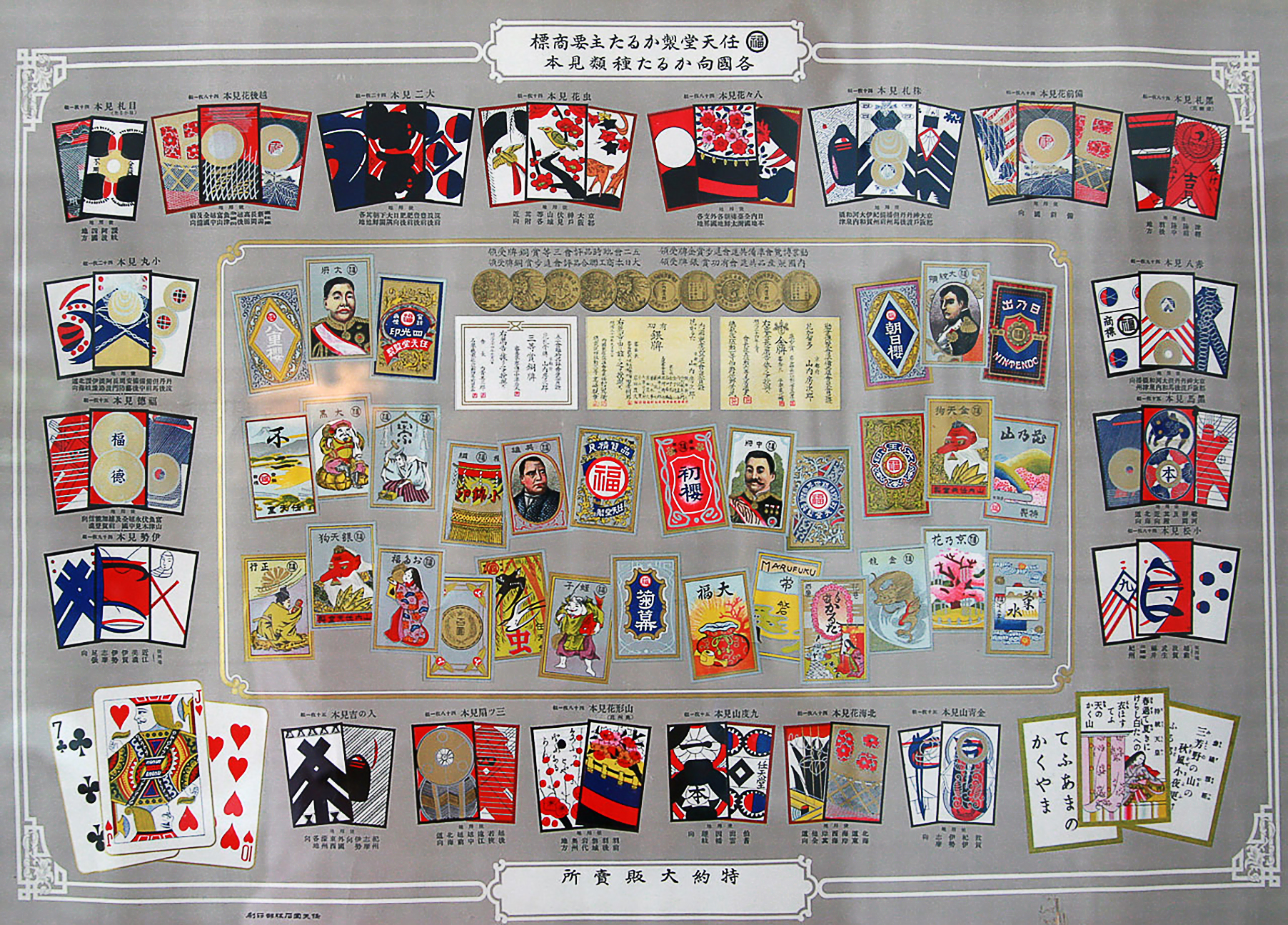
Nintendo

Tizenkét, nevezzük úgy, hogy „szín” van, mely a tizenkét hónapot ábrázolja. Minden hónapnak van egy adott virága. Egy hónap négy lapból áll. Általában a négy lapból van két sima kártya és két speciális. Öt speciális lapot (daru, a tábor függönye, a vörös égen telihold, az esőember és a főnix) fénylapnak is neveznek. Minden kártyának megvan a saját értéke, de ez elenyésző az egyes játékok kombinációinál.
| Hónap      | Virág                               | Kártya | Kép |
| ---------- | ----------------------------------- | --- | --- |
| Január     | Macu (松, fenyő)                    | Két sima (1 pont), egy költői szalag (5 pont) és egy speciális: a daru (20 pont)                                                                                      |     |
| Február    | Ume (梅, szilvafavirágzás)          | Két sima (1 pont), egy költői szalag (5 pont) és egy speciális: a berki poszáta (10 pont)                                                                             |     |
| Március    | Szakura (桜, cseresznyefa virágzás) | Két sima (1 pont), egy költői szalag (5 pont) és egy speciális: a tábor függönye (20 pont)                                                                            |     |
| Április    | Fudzsi (藤, lilaakác)               | Két sima (1 pont), egy piros szalag (5 pont) és egy speciális: a kakukk (10 pont)                                                                                     |     |
| Május      | Ajame (菖蒲, Írisz)                 | Két sima (1 pont), egy piros szalag (5 pont) és egy speciális: Írisz és a nyolcdeszkájú híd (10 pont)                                                                 |     |
| Június     | Botan (牡丹, bazsarózsa)            | Két sima (1 pont), egy lila szalag (5 pont) és egy speciális: Lepke (10 pont)                                                                                         |     |
| Július     | Hagi (萩, bokor-here)               | Két sima (1 pont), egy piros szalag (5 pont) és egy speciális: Vaddisznó (10 pont)                                                                                    |     |
| Augusztus  | Szuszuki (薄, Szuszuki fű)          | Két sima (1 pont), két speciális: Repülő vadlibák (10 pont), Vörös égen telihold (20 pont)                                                                            |     |
| Szeptember | Kiku (菊, krizantém)                | Két sima (1 pont), egy lila szalag (5 pont) és egy speciális: a Költészet egy csésze szakéja (10 pont)                                                                |     |
| Október    | Momidzsi (紅葉, juharfa)            | Két sima (1 pont), egy lila szalag (5 pont) és egy speciális: Szarvas és juharfalevél (10 pont)                                                                       |     |
| November   | Janagi (柳, fűzfa)                  | Egy piros szalag (5 pont) és három speciális: Villámcsapás a rizsföldön (1 pont), Fecske (10 pont), Ono no Micsikáze ("Esőember") egy esernyővel és békával (20 pont) |     |
| December   | Kiri (桐, japán császárfa)          | Három sima (1 pont), és egy speciális: Főnix (20 pont) |     |

### Megjegyzés a kártyákhoz
- Január macu Költői szalagján van egy kifejezés, az "akajorosi" (あ可よろし), a ka (可) hentájganájával. A jelentése jelenleg ismeretlen.
- Február ume Költői szalagján szintén az akajorosi kifejezés szerepel.
- Március szakura Költői szalagján a Mijosino (みよしの) kifejezés látható Mijosino-ra (美吉野) utalva, ami Narában található. A város híres a cseresznye virágáról.
- Szeptember kiku Költői szalagján a kotobuki (寿) szót lehet kiolvasni.
- November janagi Eső képén Ono no Micsikáze szerepel.

## Játszható játékok
Többféle játék is játszható a Hanafuda kártyákkal. Néhány példa:
- Koi-Koi
- Hacsi-hacsi
- Hana Avasze
- Musi
- Szudaosi
- Tenso
- Hacsi
- Hawaiian-style Koi-Koi
- Go-Stop

## Alapszabályok
Rengeteg kártyajáték van, amit a Hanafudával lehet játszani. Vannak olyanok, amelyekhez csupán két fő szükséges, de vannak olyanok is, melyhez már több. A legtöbb Hanafudás játék háromfős, amely az alap felállást követi. Ebben a felállásban van: egy oja (osztó), egy doni (másod játékos) és a biki (utolsó játékos).

### Cél
Gyűjts több pontot, mint az ellenfeled! Mivel több menetből áll egy játszma, fő cél az, hogy győztesek legyünk, de egyben, hogy nekünk legyen a legtöbb pontunk is.

### Játék szabályok
Egy alapos pakli keverés után helyezzünk el 8-8 lefordított kártyát a játékosok előtt, és 8 felfordított lapot középen. Az osztó elsőnek magának osztja le a lapokat, aztán a többieknek! A megmaradt kártyákat oldalt elhelyezzük úgy, hogy majd a későbbiekben húzni tudjunk. Ez az alap felállás. Minden játék 12 körből áll.

### A játék
A játékot az osztó kezdi meg. A kezében levő kártyák közül kiválaszt egy olyat, ami passzol az egyik lent levő kártyához. Ráteszi a párosított kártyát, majd húz egyet a pakliból. Ha talál párt a lenti lapokból, akkor négy kártyát vihet el, ha nem, akkor le kell raknia középre a felhúzott kártyát. Természetesen amit felhúzott azt magához veheti. Ugyanígy megy minden játékosnál is, mindaddig míg a pakli vagy a kézben levő kártyák el nem fogynak.

### Hiki
Amennyiben egy hónap kártya egésze van kint az adott körben; tegyük fel három középen, egy pedig az egyik játékos kezében; akkor hiki helyzet állt elő. Ekkor lehetősége van a játékosnak, hogy elvigye az összes kártyát középről. Ha mind a négy van lent, újra kell keverni a paklit és újra osztani.

### Oja-gacsi
Döntetlen esetében az osztó, avagy az oja nyer. Amennyiben a döntetlenben az osztó nem vesz részt, akkor az osztó balján levő játékos nyer. Az oja személye változhat. Ha egy kör végén nem az eredeti oja nyer, akkor a legtöbb pontot elvitt játékos lesz az új oja. Természetesen, akinek a második legtöbb pontja van az lesz a doni és végül az utolsó a biki.

### Pontozás
A kör végén mindenki összeadja a pontjait és az nyer, akinek több van. A pontozást illetően nincsenek konkrétumok. Az általános tény az, hogy a legtöbb pontot a fénylapok, majd az állatosok kapják. A szalagos és növényes lapoknak van a legkisebb értékük.

## Fordítás
- Ez a szócikk részben vagy egészben  a   Hanafuda című angol Wikipédia-szócikk fordításán alapul.  Az eredeti cikk szerkesztőit annak laptörténete sorolja fel. Ez a jelzés csupán a megfogalmazás eredetét és a szerzői jogokat jelzi, nem szolgál a cikkben szereplő információk forrásmegjelöléseként.